# Femeniasia balearica
Femeniasia balearica là một loài thực vật có hoa thuộc họ Asteraceae. Nó chỉ được tìm thấy ở Tây Ban Nha. Môi trường sống tự nhiên của chúng là thảm cây bụi kiểu Địa Trung Hải và vùng bờ biển cát.
Nó bị đe dọa do mất môi trường sống.